# Eparchia włodzimiersko-wołyńska (Kościół Prawosławny Ukrainy)
Eparchia włodzimiersko-wołyńska – jedna z eparchii Kościoła Prawosławnego Ukrainy (do 2018 r. Ukraińskiego Kościoła Prawosławnego Patriarchatu Kijowskiego), z siedzibą we Włodzimierzu Wołyńskim. Jej ordynariuszem jest biskup włodzimiersko-wołyński i turzyski Mateusz (Szewczuk), zaś katedrą – sobór Narodzenia Pańskiego we Włodzimierzu.
Utworzona postanowieniem Synodu Ukraińskiego Kościoła Prawosławnego Patriarchatu Kijowskiego w styczniu 2017 r. poprzez wydzielenie z eparchii wołyńskiej. Obejmuje część obwodu wołyńskiego.